# Museo de armas antiguas de San Marino
El Museo de armas antiguas de San Marino (en italiano: Museo delle armi antiche di San Marino) se encuentra en la llamada "Cesta", la segunda torre de San Marino. El museo abrió sus puertas en 1956 debido a un acuerdo con el coleccionista local Giovanni Carlo Giorgetti. Las exposiciones, se dividen en cuatro salas, contiene cerca de 2000 armas antiguas y armaduras. Es parte del Musei di Stato (Museo del estado).